# Бичевной
Бичевной — посёлок в Шигонском районе Самарской области России. Входит в состав сельского поселения Суринск.

## География
Находится на расстоянии примерно 14 километров по прямой на север-северо-запад от районного центра села Шигоны.
Улица одна — Центральная.

## Население
| 2010 |
| ---- |
| 38   |

Постоянное население составляло 52 человека (русские 83 %) в 2002 году, 38 в 2010 году.

## Инфраструктура
Личное подсобное хозяйство с зоной сельскохозяйственного использования, индивидуальная застройка усадебного типа.

## Транспорт
Остановка общественного транспорта «Бичевной».